# ABHD11
ABHD11 (англ. Abhydrolase domain containing 11) – білок, який кодується однойменним геном, розташованим у людей на короткому плечі 7-ї хромосоми. Довжина поліпептидного ланцюга білка становить 315 амінокислот, а молекулярна маса — 34 690.
| 10         |  | 20         |  | 30         |  | 40         |  | 50         |
| ---------- |  | ---------- |  | ---------- |  | ---------- |  | ---------- |
| MRAGQQLASM |  | LRWTRAWRLP |  | REGLGPHGPS |  | FARVPVAPSS |  | SSGGRGGAEP |
| RPLPLSYRLL |  | DGEAALPAVV |  | FLHGLFGSKT |  | NFNSIAKILA |  | QQTGRRVLTV |
| DARNHGDSPH |  | SPDMSYEIMS |  | QDLQDLLPQL |  | GLVPCVVVGH |  | SMGGKTAMLL |
| ALQRPELVER |  | LIAVDISPVE |  | STGVSHFATY |  | VAAMRAINIA |  | DELPRSRARK |
| LADEQLSSVI |  | QDMAVRQHLL |  | TNLVEVDGRF |  | VWRVNLDALT |  | QHLDKILAFP |
| QRQESYLGPT |  | LFLLGGNSQF |  | VHPSHHPEIM |  | RLFPRAQMQT |  | VPNAGHWIHA |
| DRPQDFIAAI |  | RGFLV      |  |            |  |            |  |            |

A: Аланін

C: Цистеїн

D: Аспарагінова кислота

E: Глутамінова кислота

F: Фенілаланін

G: Гліцин

H: Гістидин

I: Ізолейцин

K: Лізин

L: Лейцин

M: Метіонін

N: Аспарагін

P: Пролін

Q: Глутамін

R: Аргінін

S: Серин

T: Треонін

V: Валін

W: Триптофан

Кодований геном білок за функцією належить до гідролаз. 
Задіяний у такому біологічному процесі, як альтернативний сплайсинг. 